# Martin Kraus (zpěvák)
Martin Kraus (15. květen 1955) je český rockový zpěvák. Svou první velkou hudební zkušenost má z kapely Bluesberry, kde od roku 1981 působil jako bubeník a příležitostný zpěvák. V roce 1984 po roztržce s Petarem Introvičem z Bluesberry odešel a založil kapelu Krausberry, jejímž se stal frontmanem.